# مهاتما
مهاتما (بالسنسكريتية: महात्मा، بالحروف اللاتينية: mahātmā، من الكلمة السنسكريتية महा (mahā) «عظيم»، وكلمة आत्मा (ātmā) «الروح») هو لقب شرفي يستخدم في الهند.
يستخدم هذا المصطلح بشكل شائع للإشارة إلى موهانداس كرمشاند غاندي، الذي غالبًا ما يشار إليه ببساطة باسم «المهاتما غاندي». وقد استُخدم هذا اللقب أيضًا لأشخاص أخرين وإن كان ذلك بشكل أقل تكرارًا، مثل باسافا (1131–1167)، وسوامي شرادهاناند (1856–1926)، ولالون شاه (1772–1890)، وأيانكالي (1863–1941)، وجيوتيراو فوليه (1827–1890).
كما استُخدم لقب المهاتما تاريخيًا أيضًا لفئة من علماء الدين في الجاينية؛ وللقادة الدينيين المختارين في الثيوصوفية؛ ولمعلمي الدين المحليين في كنيسة مهمة النور الإلهي.

## في الثيوصوفية
انتشرت الكلمة، المستخدمة بالمعنى التقني، في الأدب الثيوصوفي في أواخر القرن التاسع عشر، عندما ادعت هيلينا بلافاتسكي، إحدى مؤسسي الجمعية الثيوصوفية، أن معلميها كانوا أدباء أو خبراء (أو مهاتما) يقيمون في آسيا. ووفقًا للتعاليم الثيوصوفية فإن المهاتما ليسوا كائنات بلا جسد، بل أشخاصًا متطورين للغاية يشاركون في الإشراف على النمو الروحي للأفراد وتطور الحضارات. وكانت بلافاتسكي أول شخص في العصر الحديث يدعي الاتصال بهؤلاء الأدباء، وخاصة «المعلمين» كوت هومي وموريا. وكتب ألفين بويد كون عن المهاتما:
إن المعلمين الذين تقدمهم لنا الثيوصوفية هم ببساطة طلاب رفيعو المستوى في مدرسة خبرة الحياة. إنهم أعضاء في مجموعتنا التطورية، وليسوا زوارًا من الأجرام السماوية. إنهم رجال خارقون فقط من حيث أنهم حصلوا على معرفة بقوانين الحياة والسيطرة على قواها التي مازلنا نكافح معها.
بعد وفاة بلافاتسكي عام 1891، ادعى العديد من الأفراد أنهم على اتصال بمعلميها الأدباء. وصرح هؤلاء الأفراد أنهم «رسل» جدد للمعلمين وقد نقلوا تعاليم باطنية مختلفة. وحاليًا تشير إليهم الحركات الثيوصوفية المختلفة على أنهم معلمون صاعدون، على الرغم من أن شخصيتهم وتعاليمهم تختلف في عدة جوانب عن تلك التي وصفتها بلافاتسكي.

### النقد
كان هناك قدر كبير من الجدل حول وجود الأدباء. وقد شكك منتقدو بلافاتسكي بوجود معلميها.
يتكهن ك. باول جونسون في كتبه بأن «المعلمين» الذين كتبت عنهم بلافاتسكي وأنتجوا أدبًا كانوا في الواقع إسقاطًا مثاليًا على الأشخاص الذين كانوا مرشديها. وكتب أرييل سانات، مؤلف كتاب الحياة الداخلية لكريشنامورتي: العاطفة الخاصة والحكمة الدائمة، أن جونسون «يدعي في جميع كتبه أنه لم يكن هناك معلمون على الإطلاق في تاريخ المجتمع الثيوصوفي المبكر، وأن هيلينا بلافاتسكي اخترعتهم (كما ادعى آخرون أنها اخترعت رحلاتها)». وكتب سانات أن جونسون «يتجاهل عمدًا المصادر الرئيسية للأدلة على وجودهم المادي الحقيقي». واعتقد سانات أن هذه الأمور لم توضح تمامًا.

## موهانداس كرمشاند غاندي بصفتهالمهاتما
وفقًا لبعض المؤلفين يقال إن روبندرونات طاغور استخدم هذا اللقب لغاندي في 6 مارس عام 1915. ويزعم البعض أنه لُقب بالمهاتما من قبل سكان غوروكول كانغادي في أبريل عام 1915، وهو بدوره أطلق لقب المهاتما على المؤسس مونشيرام (الذي أصبح فيما بعد سوامي شرادهاناند). وتوجد وثيقة تكرمه بلقب «المهاتما» في 21 يناير عام 1915 في جيتبور بولاية غوجارات، بقلم نوتملال باجفانجي ميتا محفوظة في متحف غاندي الوطني في نيودلهي في الهند. وتشير رسالة خاصة من صديق غاندي برانجيفان ميتا إلى غوبال كريشنا غوخاله في عام 1909 إلى غاندي بلقب المهاتما، وبالتالي تظل هذه الرسالة أول سجل مكتوب متاح لاستخدام اللقب. وقد لوحظ استخدام مصطلح المهاتما في الجاينية للإشارة إلى فئة من الكهنة العلمانيين منذ القرن السابع عشر. والمهاتما هو الشخص الذي يمارس تعاليم التريكاراناسودي.